# Akademia Rolnicza w Szczecinie
Akademia Rolnicza w Szczecinie – akademicka państwowa szkoła wyższa działająca w latach 1954–2008

## Historia
Utworzona 17 lipca 1954 jako Wyższa Szkoła Rolnicza w Szczecinie. Pierwszej inauguracji roku akademickiego 1954/55 na jedynym wówczas Wydziale Rolniczym dokonał organizator Uczelni i jej pierwszy rektor, prof. dr dr h.c. Marian Lityński. Uczelnia zatrudniała wtedy 57 pracowników, a studia rozpoczęło 259 studentów.
Decyzją władz państwowych 1 października 1972 zmieniono nazwę na Akademia Rolnicza w Szczecinie. 
Siedziba rektoratu podobnie jak większość jednostek i akademiki, znajdowała się początkowo przy ulicy Arkońskiej 1, później przeniesiono ją do budynku przy ulicy Janosika 8. 
W 1984 w ramach uroczystości 30-lecia Uczelni Rada Państwa PRL przyznała jej Krzyż Komandorski Orderu Odrodzenia Polski.
W końcowym okresie istnienia składała się z 4 wydziałów, z których trzy, Wydział Kształtowania Środowiska i Rolnictwa, Wydział Biotechnologii i Hodowli Zwierząt, Wydział Nauk o Żywności i Rybactwa posiadały pełne prawa akademickie, tj. prawa habilitowania w 4 dyscyplinach naukowych oraz prawa doktoryzowania w 7 dyscyplinach, a Wydział Ekonomiki i Organizacji Gospodarki Żywnościowej – prawo doktoryzowania w zakresie ekonomii.
Na podstawie ustawy z dnia 5 września 2008 razem z Politechniką Szczecińską utworzyła Zachodniopomorski Uniwersytet Technologiczny w Szczecinie, który rozpoczął działalność 1 stycznia 2009.

## Rektorzy
Rektorami byli kolejno:
- Marian Lityński (1954–1959)
- Józef Piszczek (1959–1964)
- Marian Kubasiewicz (1964–1966)
- Józef Piszczek (1966–1967)
- Jerzy Dmochowski (1967–1969)
- Stanisław Zaleski (1969–1972)
- Edmund Dobrzycki (1972–1975)
- Idzi Drzycimski (1975–1981)
- Marian Kubasiewicz (1981–1984)
- Jerzy Piasecki (1984–1990)
- Remigiusz Węgrzynowicz (1990–1993)
- Marian Piech (1993–1996)
- Arkadiusz Kawęcki (1996–1999)
- Andrzej Nowak (1999–2005)
- Jan Bronisław Dawidowski (2005–2008)

## Doktorzyhonoris causa
Doktorami honoris causa Akademii Rolniczej w Szczecinie zostali (rok nadania):
- Stefan Alexandrowicz (1971) – profesor w zakresie hodowli trzody chlewnej
- Marian Lityński (1974) – profesor w zakresie warzywnictwa i nasiennictwa
- Walerian Cięglewicz (1979) – profesor w zakresie biologii i technologii ryb
- Szczepan Pieniążek (1984) – profesor w zakresie ogrodnictwa, sadownictwa
- Kenneth Sherman (1989) – profesor w zakresie rybactwa i akwakultury
- Zbigniew Gertych (1989) – profesor w zakresie ekonomiki rolnictwa
- Eugeniusz Grabda (1989) – profesor w zakresie chorób ryb, ichtiologii i parazytologii ryb
- Andrzej Słaboński (1989) – profesor w zakresie biologii, genetyki i hodowli roślin
- Robert Devlin (1990) – profesor w zakresie fizjologii roślin
- Witold Klawe (1991) – specjalista w zakresie rybactwa i oceanologii
- Józef Popiel (1991) – profesor w zakresie rybołówstwa morskiego
- Hans Theede (1991) – profesor w zakresie ekofizjologii morskiej
- Zbigniew Kabata (1993) – profesor w zakresie parazytologii ryb
- Leszek Malicki (1994) – profesor w zakresie doświadczalnictwa, uprawy roli i roślin
- Jędrzej Pelikan Krupiński (1995) – profesor w zakresie ochrony zasobów genetycznych zwierząt
- Zdzisław Sikorski (1997) – profesor w zakresie chemii i technologii żywności pochodzenia morskiego
- Teofil Mazur (1997) – profesor w zakresie chemii rolnej, kształtowania i ochrony środowiska
- Jan Szczerbowski (1997) – profesor w zakresie rybactwa śródlądowego i ichtiologii
- Jerzy Woyke (1998) – profesor w zakresie pszczelnictwa
- Witold Podkówka (1999) – profesor w zakresie żywienia zwierząt i gospodarki paszowej
- Janusz Gill (2000) – profesor w zakresie fizjologii zwierząt
- Rudolf Michałek (2002) – profesor w zakresie inżynierii rolniczej
- Harald Rosenthal (2003) – profesor w zakresie rybactwa i akwakultury
- Zdzisław Kośmicki (2003) – profesor w zakresie inżynierii rolniczej
- Marian Różycki (2004) – profesor w zakresie trzody chlewnej
- Teresa Żebrowska (2004) – profesor w zakresie fizjologii żywienia zwierząt
- Jan Kucharski (2005) – profesor w zakresie agronomii, biochemii gleby i mikrobiologii środowiska
- Stanisław Rakusa-Suszczewski (2005) – profesor w zakresie biologii mórz polarnych i oceanologii
- Andrzej Dubas (2005) – profesor w zakresie agronomii, uprawy roli i roślin leczniczych
- Janusz Haman (2007) – profesor w zakresie inżynierii rolniczej
- Konstanty Lossow (2007) – profesor w zakresie limnologii, ochrony i rekultywacji jezior